# Serge Hélan
Serge Hélan (* 24. února 1964) je bývalý francouzský atlet, halový mistr Evropy v trojskoku.

## Kariéra
V roce 1987 se stal halovým mistrem Evropy v trojskoku. Na další medailový úspěch čekal do roku 1992, kdy vybojoval na evropském halovém šampionátu stříbrnou medaili. V roce 1994 získal stříbrnou medaili na mistrovství Evropy v osobním rekordu 17,55 metru, o rok později bronzovou medaili na halovém mistrovství světa. Jeho posledním úspěchem na mezinárodních soutěžích byla bronzová medaile na halovém mistrovství Evropy v roce 1998. Kromě trojskoku se věnoval také skoku do dálky, zde byl jeho osobní rekord 812 cm.